# Syltesukker
Syltesukker er en type sukker, der kan bruges til at fremstillet marmelade af frugter med meget pektin, som appelsiner og blommer.
Det adskiller sig fra almindeligt bordsukker ved at have større krystaller. Det hjælper med at få sukker i suspension under fremstillingen, hvilket forhindrer at det brænder fast i bunden af gryden. Det er også teorier om, at det hjælper til at gøre marmeladen mere klar, da der er større overfladeareal, hvilket hjælper med skabe mindre skum på toppen, som ellers skal skummes af.
Syltesukker vil ofte have tilsat pektin til at jævne marmeladen, så den ikke bliver så flydende.